# Ali Akika
Ali Akika né à Jijel (Algérie) est un réalisateur et scénariste algérien de télévision et de cinéma. Son travail est centré sur le documentaire.

## Biographie
Il s'installe en France en 1965 et entre à l'université où il obtient un master en sciences économiques qu'il enseigne dans les établissements du second degré jusqu'en 1973. Il écrit une thèse sur le cinéma algérien depuis l'indépendance du pays. Il rencontre Serge Le Péron et Jean Narboni deux critiques de cinéma des Cahiers du cinéma avec lesquels il réalise son premier film : L'Olivier en 1976.

## Filmographie

### Cinéma
- 1976 : L'Olivier, qui sont les Palestiniens ? co-réalisé avec Serge le Péron, Jean Narboni
- 1978 : Voyage en Capital co-réalisé avec Anne-Marie Autissier
- 1979 : Larmes de sang co-réalisé avec Anne-Marie Autissier
- 1986 : Shiwana Namibia (Peuple de Namibie)
- 1994 : L'Algérie dévoilée
- 1996 : Les laboureurs de la Mémoire
- 2000 : Enfants d'Octobre
- 2003 : Jean Sénac, le forgeron du soleil
- 2008 : Isabelle Eberhardt ou la fièvre de l'errance
- 2009 : L'Afrique chante et Alger rit
- 2010 : Paris a le pavé chaud
- 2012 : Un autre monde est en train de naître
- 2020 : Hirak, Lumière sur Alger la Blanche

### Télévision
- 1981 : Paroles et pouvoir en Iran
- 1983 : Jeunesse en quête d'une culture
- 1983 : Les beurs prennent la parole
- 2011 : Les chasseurs de la nuit dans la ville lumière